# Nina Gueguechkori
Nina Teimurázovna Gueguechkori (en georgiano: ნინო თეიმურაზის ასული გეგეჭკორი, en ruso: Ни́на Теймура́зовна Гегечко́ри, 1905, Martvili, distrito de Senaki, gobernación de Kutaisi, Imperio ruso - 10 de junio de 1991, Kiev, RSS de Ucrania, URSS) fue una especialista agrícola soviética, esposa del estadista Lavrenti Beria.

## Biografía
Nina (Ninó) Teimurázovna Gueguechkori nació en el pueblo georgiano de Martvili (posteriormente, en la época soviética, se llamaría Gueguechkori) en 1905. Sus padres provenían de familias pobres. Además, tanto su padre como su madre tenían varios hijos de sus primeros matrimonios, lo que agravó aún más la situación económica familiar. Tras la muerte de su padre en 1917, la familia de Nina se encontró en una situación financiera particularmente difícil. Para ayudar a sus familiares, el hermano de su padre, el bolchevique Alekséi Gueguechkori, trasladó a la niña a vivir con él a Kutaisi. Allí, Nina asistió a una escuela primaria femenina y, al mismo tiempo, trabajó como jornalera agrícola para Razhden Khundadze. A pesar de que el otro tío de Nina, el menchevique Yevgueny Gueguechkori, era miembro del gobierno de la República Democrática de Georgia, su hermano Alekséi fue arrestado en numerosas ocasiones por actividades revolucionarias. Según una versión, durante las visitas de Nina a su tío Alekséi en prisión, su compañero de celda, el joven bolchevique Lavrenti Beria, se fijó en ella. Después de un tiempo, Nina se mudó a Tiflis para vivir con su medio hermano, Nikolai Shavdia, quien entonces era funcionario de aduanas.
En 1921 se estableció el poder soviético en Georgia. Lavrenti Beria llegó a Tbilisi y pronto asumió un puesto bastante destacado en la Checa local. Al año siguiente, Lavrenti, de 23 años y Nina, de 16, se casaron. En 1924, el matrimonio Beria tuvo un hijo, Sergo. En 1926, Nina se graduó en el departamento de agronomía de la Universidad de Tiflis y comenzó a trabajar en el Instituto Científico Agrícola. Mientras tanto, el marido de Nina hizo una brillante carrera, tanto en la Cheka como en el partido.
Después de la Gran Purga de 1937-1938, Beria fue trasladado a trabajar a Moscú y ocupó el lugar del ejecutado Comisario del Pueblo de Asuntos Internos, Nikolái Yezhov. En la capital, Nina trabajaba en la Academia Agrícola de Timiriázev y cuidaba de la casa y de su hijo. Mientras tanto, el marido se volvió frío hacia su mujer y empezó a tener amantes. En 1942, una de ellas se instaló abiertamente en la mansión de Beria.
Después de la muerte de Stalin en 1953, Lavrenti Beria inició el proceso de desestalinización. Sin embargo, sus colegas del Politburó (principalmente Nikita Jrushchov y Gueorgui Malenkov) salieron victoriosos en la lucha entre bastidores: el 26 de junio de 1953, Beria fue arrestado acusado de traición en forma de espionaje y conspiración para tomar el poder, y el 23 de diciembre de 1953, fue condenado a la pena capital  por la Presencia Judicial Especial del Tribunal Supremo de la URSS y ejecutado el mismo día. El 26 de junio de 1953, el hijo de Nina Beria, Sergo, fue arrestado junto con su padre, y a principios de julio, ella misma fue detenida. Pasó más de un año y medio en la prisión de Butyrka, desde donde escribió una carta a Nikita Jrushchov el 7 de enero, sin saber que su marido ya había sido ejecutado. En la carta contó la historia de su vida y también afirmó:
 

Me acusan de algo terrible: durante más de treinta años (desde 1922) fui esposa de Beria y llevé su nombre. Al mismo tiempo, hasta el día de su arresto, le tenía devoción, respetaba su posición social y estatal y creía ciegamente que era una persona devota, experimentada y necesaria para el Estado soviético (nunca me dio motivos para pensar lo contrario). No sospeché que fuera enemigo del poder soviético, como se me dijo durante la investigación. Pero en este caso, no solo me engañó a mí, sino a todo el pueblo soviético, que, a juzgar por su posición social y los cargos que ocupaba, también confiaba en él. 

Nina Beria

El 19 de abril y el 10 de mayo de 1954, en las reuniones del Presidium del Comité Central del PCUS, se discutió la cuestión del futuro de la esposa y el hijo de Lavrenti Beria. En una reunión celebrada el 26 de noviembre de 1954 se decidió someterlos a un acuerdo administrativo. Después de su liberación, Sergo logró encontrar trabajo en un instituto científico en Sverdlovsk, a donde fue con su familia y su madre ese mismo año. Al mismo tiempo, el hijo cambió su apellido por el de soltera de Nina: Gegechkori.
En 1964, Sergo y Nina se trasladaron a Kiev, donde ella falleció el 10 de junio de 1991.